# (9638) Fuchs
(9638) Fuchs est un astéroïde de la ceinture principale.

## Description
(9638) Fuchs est un astéroïde de la ceinture principale. Il fut découvert le 10 août 1994 à La Silla par Eric Walter Elst. Il présente une orbite caractérisée par un demi-grand axe de 2,40 UA, une excentricité de 0,16 et une inclinaison de 0,7° par rapport à l'écliptique.

## Compléments